# Heinz Jürgen Wolf
Heinz Jürgen Wolf (* 16. Januar 1936 in Düsseldorf; † 26. März 2016 in Bonn) war ein deutscher Romanist und Sprachwissenschaftler.

## Leben
Heinz Jürgen Wolf studierte von 1956 bis 1962 Romanistik und Anglistik an den Universitäten Köln und Aix-en-Provence. 1963 wurde er in Köln von Joseph M. Piel promoviert und war, nach einem Lektorat an der Universität Clermont-Ferrand, von 1965 bis 1970 Wissenschaftlicher Assistent in Köln. Nach der Habilitation 1970 wurde er als Kölner Privatdozent 1974 auf eine ordentliche Professur der Universität Bonn (Nachfolge Harri Meier) berufen, die er zuvor schon vertreten hatte und die er bis zu seiner Emeritierung 2001 besetzte.
Ab den 1980er Jahren galt sein besonderes Forschungsinteresse dem Sardischen. Er war seit 1992 Ehrenbürger der sardischen Gemeinde Ovodda. 1995 und 2011 wurden ihm Festschriften gewidmet.

## Veröffentlichungen (Auswahl)
- Die Bildung der französischen Ethnica. Droz, Genf 1964.
- (Hrsg. mit Wolf-Dieter Lange) Philologische Studien für Joseph M. Piel.  Winter, Heidelberg 1969.
- Französische Sprachgeschichte. Quelle und Meyer, Heidelberg 1979, 1991.
- Glosas Emilianenses. Buske, Hamburg 1991.
  - (spanisch) Las Glosas Emilianenses. Universidad de Sevilla, Sevilla 1996. (übersetzt von Stefan Ruhstaller)
- Studi bararicini. Miscellanea di saggi di linguistica sarda. Edizione della Torre, Cagliari 1992.
- Toponomastica barbaricina. I nomi di luogo dei comuni di Fonni, Gagoi, Lodine, Mamoiada, Oliena, Ollolai, Olzai, Orgòsolo, Ovodda. Insula, Nùoro 1998.
- (mit Moritz Burgmann) I nomi di luogo di Villagrande Strisàili.  Insula, Nuoro 2014.